# Carlos Pedroso
Carlos Alberto Pedroso Curiel (* 28. Januar 1967; † 25. Dezember 2024) war ein kubanischer Fechter.

## Erfolge
Carlos Pedroso wurde 1997 in Kapstadt mit der Mannschaft Weltmeister. 1989 in Denver und 1999 in Seoul schloss er die Weltmeisterschaften im Mannschaftswettbewerb jeweils auf dem Bronzerang ab, ebenso 1998 in La Chaux-de-Fonds im Einzel. Bei Panamerikanischen Spielen gewann er 1987 in Indianapolis, 1995 in Mar del Plata und 1999 in Winnipeg sowohl in der Einzel- als auch in der Mannschaftskonkurrenz Gold. Bei den Olympischen Spielen 2000 in Sydney schied er in der Einzelkonkurrenz in der ersten Runde aus und belegte den 34. Platz. Im Mannschaftswettbewerb sicherte er sich mit der kubanischen Equipe, zu der neben ihm noch Nelson Loyola und Iván Trevejo gehörten, nach einem abschließenden 45:31-Erfolg über Südkorea den dritten Platz und damit die Bronzemedaille.